# 911 Operator
911 Operator ist ein Computerspiel aus dem Jahr 2017, das vom polnischen Studio Jutsu Games entwickelt und von PlayWay veröffentlicht wurde. Im Spiel übernimmt der Spieler die Rolle eines Notrufdispatchers, der Anrufe entgegennehmen und Polizisten, Sanitäter und Feuerwehrleute zu verschiedenen Notfällen entsenden muss. 911 Operator wurde durch eine erfolgreiche Kickstarter-Kampagne finanziert, die vom 21. Juli bis zum 20. August 2016 lief. Das Spiel wurde im Februar 2017 für den PC veröffentlicht, die Versionen für PlayStation 4 und Xbox One folgten später im Jahr. Die Android-Version des Spiels wurde am 16. November 2017 veröffentlicht. Am 26. Oktober 2018 erschien das Spiel für die Nintendo Switch. Mit dem 112 Operator, wurde am 23. April 2020 auf Steam und am 22. Oktober 2020 auf Google Play ein Nachfolger veröffentlicht.

## Entwicklung
911 Operator wurde über eine Crowdfunding-Kampagne auf der Plattform Kickstarter finanziert, die am 21. Juli 2016 mit einem Ziel von 9.110 kanadischen Dollar (CA$) gestartet wurde. Diese wurde am 20. August 2016 mit einer Gesamtsumme von 37.924 CA$ erfolgreich abgeschlossen. Das Spiel sowie die Spieloberfläche und die Untertitel wurden in mehreren Sprachen entwickelt, darunter Deutsch und Englisch. Lediglich die Sprachsegmente (Tutorial und eingehende Notrufe) sind nur auf Englisch verfügbar, jedoch in den verschiedenen Sprachen untertitelt.

## Spielprinzip
Im Spiel übernimmt der Spieler die Rolle eines Notrufdispatchers, dessen Aufgabe es ist, eingehende Meldungen und Notrufe entgegenzunehmen und den jeweils benötigten Einsatzkräften (Polizei, Feuerwehr und Rettungsdienst) zuzuweisen. Dabei greift das Spiel auf Kartenmaterial von OpenStreetMap zurück, so dass Straßennamen und Standorte von Polizeidienststellen, Feuerwachen und Rettungswachen bzw. Krankenhäusern originalgetreu in das Spiel übernommen werden.
Das Spiel bietet verschiedene Spielmodi und Schwierigkeitsgrade. Zum einen gibt es einen Karrieremodus, in dem man sich durch mehrere vorgegebene Städte mit steigendem Schwierigkeitsgrad kämpfen muss. Zum anderen gibt es die Möglichkeit eines freien Spielmodus, in dem man die Aufgaben eines Dispatchers in einer selbst gewählten Stadt übernimmt.
Neben den Fahrzeugen, Spezialeinheiten und Ausrüstungsgegenständen, die im Hauptspiel mit zunehmendem Spielfortschritt freigeschaltet werden können, gibt es mehrere Erweiterungen, die neue Notrufe, Fahrzeuge und mehr enthalten.
Die Ladesequenzen enthalten verschiedene Hinweise bzgl. Erster-Hilfe-Maßnahmen und weitere Erläuterungen zum Verhalten in Notfallsituationen.

## Rezeption
Die PC-Version von 911 Operator hält auf Metacritic 68 Punkte, was auf gemischte bzw. durchschnittliche Kritiken hinweist.
Während die grundlegende Spielidee und die Spielbarkeit jeder beliebigen Stadt mit realem Kartenmaterial gelobt werden, wird die Variabilität und das sich grundsätzlich wiederholende Gameplay kritisiert.
Das Spiel wurde mehrfach ausgezeichnet, unter anderem in der Kategorie „Serious Games“ und beim „Audience Vote“ der Game Development World Championship 2016.